# Acrocephalus (revija)
Acrocephalus je slovenska znanstvena revija s področja ornitologije, ki jo izdaja Društvo za opazovanje in proučevanje ptic Slovenije. Izhaja od leta 1980, letno izideta dve dvojni številki. V njej so objavljeni izvirni prispevki z vseh področij ornitologije. Revija pokriva območje jugovzhodne Evrope in vzhodnega Sredozemlja. 
Poimenovana je po rodu trstnic (Acrocephalus), kamor se uvršča med drugim bičjo, srpično in močvirsko trstnico. 
Leta 1999 je izšla posebna trojna številka (letnik 20, št. 94-96), v kateri so člani terminološke komisije DOPPS objavili »Imenik ptic zahodne Palearktike« s slovenskimi, angleškimi in latinskimi imeni vrst ter višjih taksonov ptic, ki je temeljno tovrstno delo.

### Uredniki
Revija ima mednarodni uredniški odbor in sprejema prispevke v slovenskem ter angleškem jeziku. Prvih 19 let je revijo urejal Iztok Geister, sledili pa so mu uredniki Borut Štumberger, Al Vrezec, Primož Kmecl in Luka Božič.
Glavni urednik je Tilen Basle.